# Lysidice (plante)
Genre
Classification phylogénétique
Lysidice est un genre de plantes à fleurs dicotylédones de la famille des Fabaceae, sous-famille des Caesalpinioideae, originaire d'Asie de l'Est, qui comprend deux espèces acceptées.

## Liste d'espèces
Selon The Plant List (1 novembre 2018) :
- Lysidice brevicalyx Wei
- Lysidice rhodostegia Hance